# Turkana (Sprache)
Turkana ist die Sprache des Turkana-Volkes um den Turkana-See im Norden Kenias.
Es gehört zur ostnilotischen Sprachgruppe. Die nilotischen Sprachen wiederum gehören zum ostsudanischen Sprachzweig innerhalb der nilosaharanischen Sprachfamilie.